# Escacena del Campo
Escacena del Campo ist eine spanische Stadt in der Provinz Huelva in der Autonomen Gemeinschaft Andalusien. 2024 hatte die Gemeinde 2.318 Einwohner. Sie befindet sich in der Comarca El Condado.

## Geografie
Die Gemeinde grenzt an die Gemeinden Aznalcóllar, Berrocal, Castilleja del Campo, Chucena, El Madroño, Manzanilla, Paterna del Campo und Sanlúcar la Mayor.

## Geschichte
Der Ort ist bereits seit der Bronzezeit von Menschen besiedelt. Der moderne Ort entstand in der Zeit von Al-Andalus.

## Sehenswürdigkeiten
- Pfarrkirche Iglesia Parroquial del Divino Salvador